# Natascha Kampusch
Natascha Kampusch (Viena, 17 de febrero de 1988) es una mujer austríaca que fue secuestrada por Wolfgang Přiklopil cuando tenía diez años, el 2 de marzo de 1998. Permaneció en cautividad  contra su voluntad por su secuestrador durante más de ocho años, hasta el momento de su fuga el 23 de agosto de 2006. El caso fue descrito como uno de los más dramáticos de la historia criminal de Austria. Ha narrado su cautiverio en su autobiografía, 3096 días.

## Familia
Kampusch es hija de Brigitte Sirny y Ludwig Koch, nació en Viena, Austria, el 17 de febrero de 1988. Tiene dos hermanas mayores. Sus padres se separaron cuando ella era una niña. Kampusch había vuelto de unas vacaciones con su padre un día antes de su secuestro.

## Secuestro
El 2 de marzo de 1998, Natascha dejó su residencia en el distrito vienés de Donaustadt para ir a la escuela, pero no volvió a casa. Al principio se especuló con la hipótesis de que la desaparición había sido fruto de discusiones entre la niña y su madre, Brigitte Sirny. Sin embargo, un testigo declaró haber visto a Natascha subir a una furgoneta blanca y otros dos testigos manifestaron que habían visto las letras G o GF (de Gänserndorf, un distrito de la Baja Austria) en la placa del vehículo. Se llevaron a cabo intensas búsquedas, pero sin éxito.
Se examinaron unos setecientos automóviles, incluido el del secuestrador Přiklopil, quien vivía en Strasshof an der Nordbahn en la Baja Austria, cerca de Gänserndorf, a tan solo unos 30 minutos de Viena en coche, como parte de un esfuerzo masivo por entrevistar a dueños de furgonetas blancas. Aunque él indicó que en la mañana del 2 de marzo de 1998 estaba solo en casa, no se emprendió ninguna investigación adicional. La policía quedó satisfecha con su explicación del motivo por el que el propietario poseía la furgoneta blanca: transportar escombros, ya que Přiklopil hacía trabajos de construcción en su casa. Además, carecía de antecedentes penales.
La policía austriaca investigó posibles conexiones de este caso con los crímenes del asesino francés Michel Fourniret.
En 2001, un político de la región de Estiria, Martin Wabl, acusó a la familia de la niña de complicidad en el caso. La policía federal austriaca, sin embargo, no encontró ninguna prueba para tal afirmación.[cita requerida]
Según testigos, se habló de la presencia de un cómplice, aunque esto fue desmentido luego por la víctima.

## Cautiverio
Durante su cautiverio vivió en un zulo a 2,5 metros de profundidad y solo 5 m² (2,78 m de largo por 1,81 m de ancho y 2,37 m de alto) en el sótano de la casa de su secuestrador. Era cerrado, sin ventanas ni luz del día y poseía una puerta de acero e insonorizado. 
A Kampusch no se le permitió salir durante sus primeros años de cautiverio. Estuvo seis meses encerrada en la celda. Luego, pudo subir a la casa para lavarse. A los dos años del secuestro tuvo acceso a una radio para escuchar noticias. Desde junio de 2005 tenía permitido salir al jardín de la casa. 
Solamente después de febrero de 2006 se le permitió salir de la casa en una ocasión.
Durante su cautiverio, Přiklopil le suministró libros y la educó. Kampusch dice estar orgullosa de haber escapado de las tentaciones del mundo exterior, como las drogas, las malas compañías y el alcohol.
Přiklopil amenazaba a Kampusch con matar a todo aquel al que pidiera ayuda y también amenazaba con suicidarse si ella escapaba. Kampusch en una ocasión dijo haber imaginado y hasta soñado que si hubiese tenido un hacha le habría cortado la cabeza a su secuestrador, aunque ella desechó rápidamente dicha idea.
Přiklopil solía festejar con Kampusch los cumpleaños, pascuas y Navidad. También le hacía regalos.

### Filtraciones y polémica
Informes de interrogatorio fueron filtrados mostrando que la víctima del secuestro admitió que "voluntariamente" tuvo relaciones sexuales con su secuestrador, Wolfgang Priklopil.
En los documentos filtrados, Sabine Freudenberger, la primera persona que entrevistó a Kampusch en la comisaría de policía, dijo: "Sólo le hice tres preguntas: si había tenido sexo con su secuestrador, cómo es que después de todo este tiempo parecía ser tan educada y si había habido cómplices".
"Admitió que había tenido relaciones sexuales con él y que había hecho eso voluntariamente, que él le había dado libros para leer y que podía escuchar la radio. Su secuestrador también le proporcionó videos. Cuando se le preguntó si había algún cómplice dijo: "No conozco ningún nombre".
Los documentos también revelaron que fue examinada por un ginecólogo, dejando la sospecha de que pudo quedar embarazada de Priklopil mientras estaba en cautiverio, lo que llevó a la especulación en medios austriacos y alemanes de que pudo haber tenido un bebé mientras estuvo en cautiverio.

## Huida

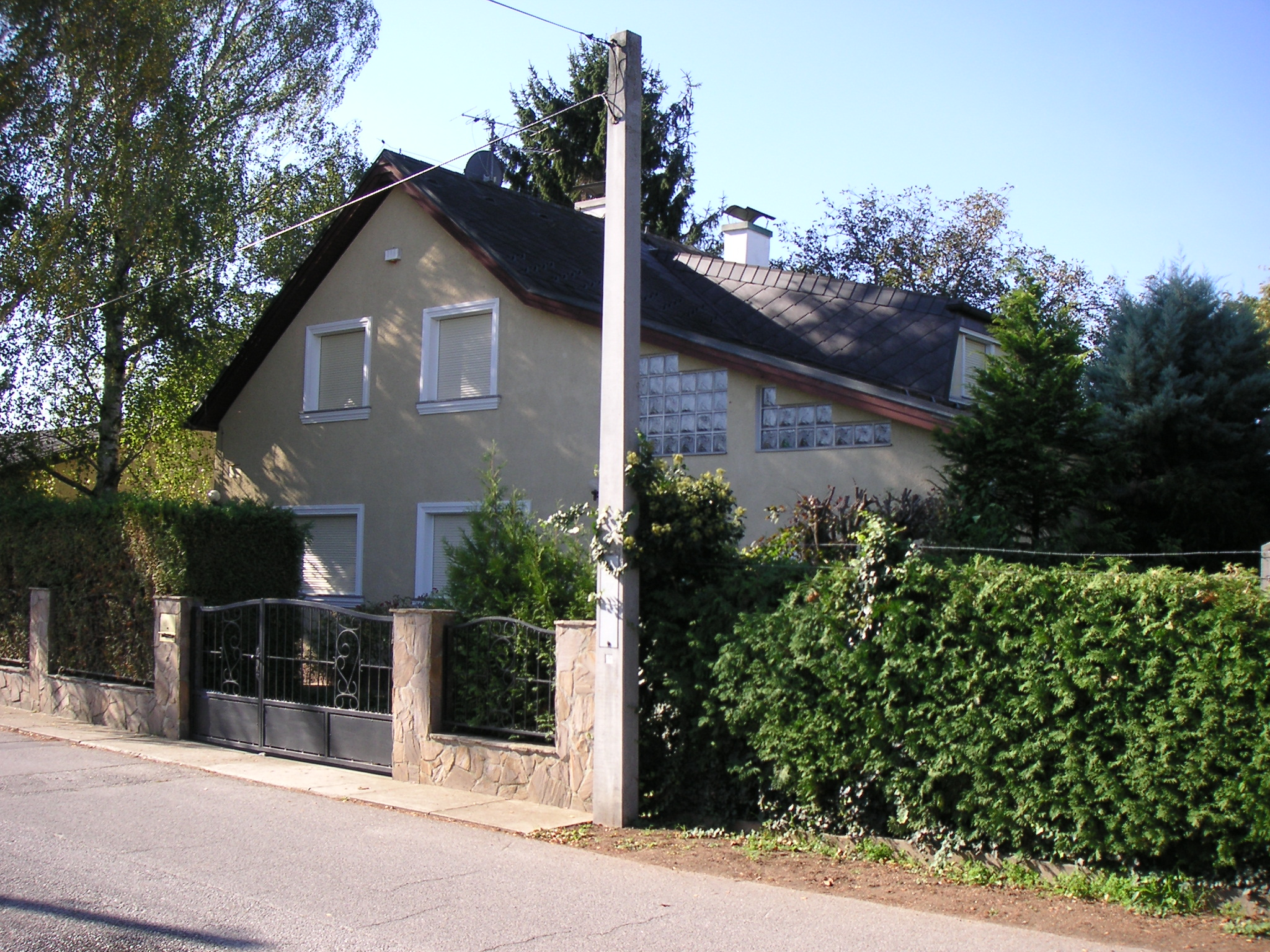
Casa del secuestrador.

El 23 de agosto de 2006, Natascha estaba en el jardín de la casa limpiando el coche de su secuestrador, un BMW 850i, y aprovechó un momento de distracción de Přiklopil para escapar. Eran las 12:53 del día. Pidió ayuda a una mujer de 71 años, conocida como "Inge", quien no entendía qué había pasado. Natascha temía ser descubierta. "Tenía el temor de que esa persona (Přiklopil) asesinara a esa mujer, o a mí, o a ambas", recuerda. La mujer dio parte a las autoridades. Kampusch fue llevada a una comisaría de policía en la ciudad de Deutsch Wagram. Cuando estuvo ante la policía, se presentó diciendo: "Soy Natascha Kampusch, nacida el 17 de febrero de 1988". La joven fue identificada por una cicatriz en el cuerpo, así como por su pasaporte y una prueba posterior de ADN.
Fue encontrada en un estado físico relativamente bueno, si bien estaba pálida y pesaba solo 42 kg, el mismo peso que tenía al desaparecer ocho años antes, y solo había crecido unos 15 cm, para redondear alrededor de un metro sesenta de estatura.
Sabine Freudenberger, la primera oficial de policía que habló con ella, dijo estar impresionada por "su inteligencia, su vocabulario".
Wolfgang Přiklopil fue buscado intensamente y antes de ser encontrado se suicidó saltando a las vías de un tren de las afueras de Viena.

## Después de la huida
Hubo especulaciones de que Kampusch sufría del Síndrome de Estocolmo. Ella lo negó y calificó a su secuestrador como un "criminal".
Poco después de la liberación de la joven, su padre abrió una cuenta en un banco austriaco con el fin de recaudar fondos para Natascha, ya que ésta requería durante años un tratamiento psicológico para superar los traumas sufridos durante su cautiverio.

## En la cultura popular
- La película chilena La Mujer de Iván (2011) está inspirada en este caso.
- La película alemana 3096 (2013) cuenta de forma dramática la historia de su cautiverio.
- La serie española La verdad (2018) está basada en esa historia.

## Entrevistas
Algunos días después de su huida, Kampusch comenzó a recibir cientos de pedidos para realizar entrevistas. Se llegó a ofrecer sumas de hasta 300.000 euros.[cita requerida]
El 6 de septiembre de 2006, Kampusch realizó para la ORF su primera entrevista en vivo, de aproximadamente 20 minutos de duración. El caso fue tan importante que la entrevista se convirtió en el programa de televisión más visto desde que se miden los niveles de audiencia (1991) con un total de 2,7 millones de espectadores.[cita requerida] La ORF no pagaría por la entrevista, pero cualquier ingreso por vender la entrevista a otros canales sería remitido a Kampusch. La entrevista fue vendida a más de 120 países a un costo de € 290 el minuto. Este dinero -estimado en varios miles de euros- sería donado a mujeres de África y México por Kampusch. Dijo tener más planes a futuro en cuanto a caridad y lucha en contra del maltrato a mujeres en el mundo, para lo que crearía una fundación. El encargado de la entrevista fue el periodista austriaco Christoph Feurstein, quien siguió el caso de Natascha hacía 8 años, cuando fue secuestrada.
El mismo 6 de septiembre de 2006, el periódico Kronen Zeitung y la revista de noticias NEWS publicaron entrevistas de Kampusch. Ambas fueron concedidas por Kampusch a cambio de un "paquete" que incluía ofertas laborales a largo plazo y ayuda con su educación. La entrevista que Alfred Worm le realizó para News, le llevó a ganar el título de mejor periodista de Austria en 2006.
Natascha Kampusch reveló al diario austriaco Kronen Zeitung que en una ocasión tuvo la posibilidad de escapar de la casa donde estuvo cautiva, pero que no tuvo valentía para huir y regresó. "Una vez salí corriendo por la puerta del jardín", declaró Natascha. "Fue como en el caso de esa gente que no puede abandonar su casa, aunque la puerta esté abierta. A mí me entró vértigo, no pude ver nada más, y volví de forma tan desapercibida como fue posible, para que él no se diera cuenta de nada", relató. Durante su encierro pensó muchas veces qué ocurriría si su secuestrador no volviera más. "Un accidente o un infarto al corazón y yo no saldría nunca de aquel lugar", explicó Natascha en la entrevista.

Fue entrevistada por la periodista Lola Huete Machado para "El País Semanal" (30 de enero de 2011).
La joven dio su primera entrevista en un plató español en el programa Viva la vida, de Telecinco, el 1 de septiembre de 2018.